# San Pedro del Norte
San Pedro del Norte là một khu tự quản thuộc tỉnh Chinandega, Nicaragua. Khu tự quản San Pedro del Norte có diện tích 72 ki lô mét vuông. Đến thời điểm năm 2005, huyện San Pedro del Norte có dân số 4719 người.